# Kingdom Hearts II
Kingdom Hearts II (キングダムハーツII Kingudamu Hātsu Tsū) er fortsættelsen til Kingdom Hearts og Kingdom Hearts: Chain of Memories. Spillet handler om drengen Sora og hans venner, de kendte Disney-figurer Anders And og Fedtmule. Det er udviklet og udgivet af Square Enix den 29. september 2006 i Europa til PlayStation 2.

## Handling
Spillet handler om den 15-årige dreng Sora der blevet valgt som bæreren af det nøgleformede våben Keyblade. I løbet af spillet bliver han væk fra hans barndomsvenner Kairi og Riku og slår sig derfor sammen med Anders And, der er Disney slottets magiker, og Fedtmule, der er kaptajnen af den Royale Gardé. Disse to er ude og lede efter den forsvundne Kong Mickey (Mickey Mouse). 
Undervejs i spillet møder de andre Disney karakterer, såsom Jack Sparrow, og karakterer fra Square Enix' Final Fantasy serie.